# Audeanos
Audeanos, audianos o vadianos fueron herejes del siglo IV, llamados así del nombre de Audio, su jefe, que vivía en Siria o en Mesopotamia hacia el año 342 y que habiendo declamado contra las costumbres de los eclesiásticos, acabó por dogmatizar y formar un cisma.
Entre otras peculiaridades celebraba la Pascua del mismo modo que los judíos y enseñaba que Dios tenía una figura humana, a semejanza de la cual había sido el hombre criado. Según Teodoreto creía que las tinieblas, el fuego y el agua no habían tenido principio. Sus seguidores daban la absolución sin imponer ninguna satisfacción canónica, contentándose con ejercitar a los penitentes en la lectura de los libros sagrados y apócrifos. Observaban una vida muy retirada y no asistían a las asambleas eclesiásticas porque decían que los impúdicos y los adúlteros eran también recibidos en ellas. Sin embargo, Teodoreto asegura que se cometían muchos crímenes entre ellos. San Agustín los llama vadianos y dice que los que vivían en Egipto comunicaban con los católicos. Aunque hubiesen creado algunos obispos, su secta fue poco numerosa. Su herejía no subsistía ya y apenas se conocía su nombreen tiempo de Facundo, que vivía en el siglo V.
El P. Pelavio pretende que San Agustín y Teodoreto comprendieron mal la opinión de los audianos y lo que de ellos habla San Epifanio que no les atribuye, dice, otras opiniones que el creer que la semejanza del hombre con Dios consistía en el cuerpo. En efecto, el texto de San Epifanio no contiena más que esto y este Padre dice expresamente que los audianos en nada habían cambiado la doctrina de la Iglesia lo que no sería cierto si hubiesen atribuido a Dios una forma corporal.